# Gunie-Ostrów
Gunie-Ostrów is een plaats in het Poolse district  Zambrowski, woiwodschap Podlachië. De plaats maakt deel uit van de gemeente Kołaki Kościelne en telt 100 inwoners.